# Рахметов, Салават Кипаевич
Салава́т Кипа́евич Рахме́тов (17 декабря 1967, Алма-Ата, Казахская ССР, СССР) — Мастер спорта СССР международного класса (1989), Заслуженный мастер спорта (2010), скалолаз.
Шестикратный чемпион СССР, обладатель Кубка Мира, неоднократный победитель этапов Кубка Мира, 12-кратный чемпион России, чемпион мира (2005)

## Биография
Салават Рахметов родился в 1967 году в Алма-Ате. Скалолазанием занимается с 1984 года. В скалолазание его привёл старший брат Кайрат (позже мастер спорта международного класса, бронзовый призёр Чемпионата Мира 1993 г. в скорости). До этого Салават серьёзно занимался лёгкой атлетикой. Салавату хватило всего два года, чтобы достичь такого уровня подготовки, что он стал серебряным призёром на Чемпионате СССР в Гаграх в 1986 г. в парных гонках, и выполнив норматив мастера спорта на первых своих всесоюзных соревнованиях, Салават сразу же попадает в состав сборной СССР. Начиная с этого времени Рахметов регулярно выигрывал чемпионаты СССР в скорости, домбайских связках и боулдеринге (первые соревнования по боулдерингу в СССР провели в 1988 г.). В 1987 г. был чемпионом в связках, в 1988 и 1991 гг. был абсолютным чемпионом СССР по скалолазанию. Всего за период с 1986 г. до распада СССР в 1991 г. Рахметов завоевал три бронзовые, две серебряные и шесть золотых медалей.
В СССР изначально скалолазание развивалось как лазание на скорость на относительно несложных трассах, тогда как в мире спортсмены состязались в лазании на трудность по сложным маршрутам протяжённостью 20—35 метров. На протяжении ряда лет шло становление этих двух школ, создавались методики, разрабатывалось снаряжение. Советские спортсмены, лазавшие в обычных резиновых галошах, не могли конкурировать в лазании на трудность.
Рахметов ярко о себе заявил на международных соревнованиях в 1989 году. Сначала в Крыму Салават выиграл этап Кубка мира в лазании на скорость. А потом был вторым в лазании на трудность на Кубке Мира в Болгарии. И это при том, что в СССР сильной была только школа лазания на скорость, а трудность практически не лазили.
В 1990 году во Франции Рахметов выиграл международные соревнования «Serre Chevalier—90» в лазании на трудность(в то время это были одни из самых престижных соревнований по скалолазанию), своей победой Рахметов привёл в шок весь скалолазный спортивный мир, так как до этого советские скалолазы не попадали даже в финалы лазания на трудность.
В 1991 году в Австрии Рахметов выиграл этап Кубка мира в лазании на трудность.
Официальные международные соревнования по боулдерингу были впервые проведены в 1990 году во Франции. Рахметов разделил 1 место с французским и испанским спортсменами. Потом международные соревнования по боулдерингу несколько лет проводились в рамках коммерческих соревнований Top Rock Challenge. Top Rock Challenge в 90-е годы — представляли собой престижные коммерческие старты, результаты которых засчитывались спортсменам в их рейтинге. Рахметов стал абсолютным чемпионом в Top Rock Challenge 1998 году. В 2000 году, восстановившись после травмы, Рахметов выигрывает несколько этапов Кубка Мира, занимает призовые места на международных соревнованиях и становится первым в мировом рейтинге.
В 1997 году Рахметов впервые приехал на соревнования в Уфу. Здесь он встретил свою будущую жену Гюзель, в 1998 году женился и остался в Башкирии.
В 2004 году Салават Рахметов переехал в Москву, где начал тренировать начинающих скалолазов.
В 2005 году в Мюнхене Рахметов на Чемпионате Мира по скалолазанию выигрывает в боулдеринге и становится чемпионом в этом виде.
В мае 2010 года пятилетняя дочь Рахметова Залия пострадала от камнепада в одном из скальных районов Турции. Впоследствии она выздоровела после длительной госпитализации.

## Образование
Высшее образование получил в Уральском государственном университете физической культуры (диплом).

## Общественная деятельность
В 2006-2011 годах Салават Рахметов — был членом Комиссии спортсменов и Этико-правовой комиссии Федерации скалолазания России